# 신부가 된 복서
《신부가 된 복서》(영어: Father Stu)는 2022년 개봉한 미국의 실화 기반 전기 드라마 영화이다. 로절린드 로스의 감독 데뷔작이며, 로스가 각본도 맡았다. 성주간인 2022년 4월 13일 미국에서 개봉되었으며, 2022년 12월 9일 《Father Stu: Reborn》이란 제목의 재편집판으로 재개봉되었다.

## 줄거리
헬레나에 사는 아마추어 복서 스튜어트 "스튜" 롱은 배우가 되는 것이 꿈이다. 한편 스튜는 가톨릭 신자인 카먼과 교제하기 위해 어른 입교 예식을 받는다.
어느 날 스튜는 취한 채로 모터사이클을 몰다가 차에 치여 생사를 헤매게 된다. 그러나 마리아의 환영을 본 뒤 기적처럼 회복한다. 이후 차차 성직이 사명임을 직감하게 된 스튜는 사제가 되는 길을 걷기로 하고 신학교에 들어간다.
하지만 스튜는 어느 날 갑자기 쓰러지고 루게릭병과 유사한 포함체 근육염 판정을 받는다. 성찬식을 진행하지 못할 정도로 병이 진행돼 스튜는 사제 서품에서 탈락한다. 그러나 헬레나 교구민들이 청원한 끝에 신부가 된다.
전문요양시설로 옮겨진 후에도 스튜는 자신을 찾아오는 신자들 대상으로 매일 사제 일을 계속 한다.
스튜는 결국 50세의 나이로 사망했다는 인터타이틀과 생전 사진이 나온다.

## 출연진
- 마크 월버그 - 스튜어트 "스튜" 롱 신부 역
- 재키 위버 - 캐슬린, 스튜의 어머니 역
- 멜 깁슨 - 윌리엄 "빌" 롱, 스튜와 사이가 소원한 아버지 역
- 테레사 루이스 - 카먼 역
- 에런 모튼 - 햄 역
- 코디 펀 - 제이컵 역
- 카를로스 레알 - 가르시아 신부 역
- 맬컴 맥다월 - 켈리 추기경 역
- 니코 니코테라 - 술집 단골 역
- 애넷 매헨드루 - 마리아 역
- 토니 아멘돌라 - 코치 비치 역